# A porte chiuse (film 1940)
A porte chiuse (Zárt tárgyalás) è un film del 1940, diretto da Géza von Radványi.

## Trama
Anna è innamorata di Péter Szentgyörgyi un famoso pianista che però è troppo preso dalla sua carriera tanto da allontanarla. Anna si sposa allora con Gabor Benedek e il matrimonio funziona.
Dopo alcuni anni trascorsi all'estero Péter rientra e ritrova la ragazza con la quale forse potrebbe rinascere l'amore ma questa volta sarà Gabor a chiarire la situazione e fare in modo che Péter parta nuovamente.